# Клубничное дерево
Клубни́чное де́рево, или Кизи́л голо́вчатый (лат. Cornus capitata) — вид деревьев из рода Дёрен семейства Кизиловые.
Произрастает в диком виде на склонах Гималаев в Индии и в Южной части Центрального Китая. Ещё оно произрастает в Нижнем парке-дендрарии в городе Сочи. Оно также интродуцировано в Австралию, Новую Зеландию, на Черноморское побережье Кавказа и Крыма, как декоративное.

## Ботаническое описание
Это — вечнозелёное дерево высотой до 12 м. Листья бледные, серо-зелёные на нижней стороне и более яркие на верхней, нескольких сантиметров длиной. Цветки белые, собранные в головчатые соцветия, цветут летом. Плоды, точнее соплодия, красные шаровидные, размером с небольшое яблоко (2-3 см длиной), по форме напоминают клубнику. Внутри плода содержится сладкая слизистая мякоть, в которую погружены довольно крупные семена.